# Heilige Kruiskerk (Krakau)
De Heilige Kruiskerk (Pools: Kościół Świętego Krzyża w Krakowie) is een 13e-eeuwse kerk in de Poolse stad Krakau. Het bouwwerk is een beschermd architectonisch monument in het historisch centrum van Krakau.

## Geschiedenis
Deze kerk werd rond 1200 door de bisschop Fulko van Krakau als houten kerk gesticht. De bisschop Jan Prandota vestigde hier in 1244 de Orde van de Heilige Geest van Montpellier, die een ziekenhuis runde. Het klooster dat toen gesticht werd bestaat niet meer.
De gotische kerk is in twee fases gebouwd. De koor is van na 1300. Het schip en de kerktoren dateren uit de eerste helft van de 14e eeuw. De kerk brandde in 1528 af en was in 1533 herbouwd. De bisschop Andrzej Trzebicki heeft de kerk tussen 1683-1684 laten renoveren.
Het interieur bestaat uit een gotische doopvont uit 1423, ontworpen door frater Jan Freudenthal, en een laat-renaissance triptiek. Ook is het interieur voorzien van barok-elementen.

## Galerij

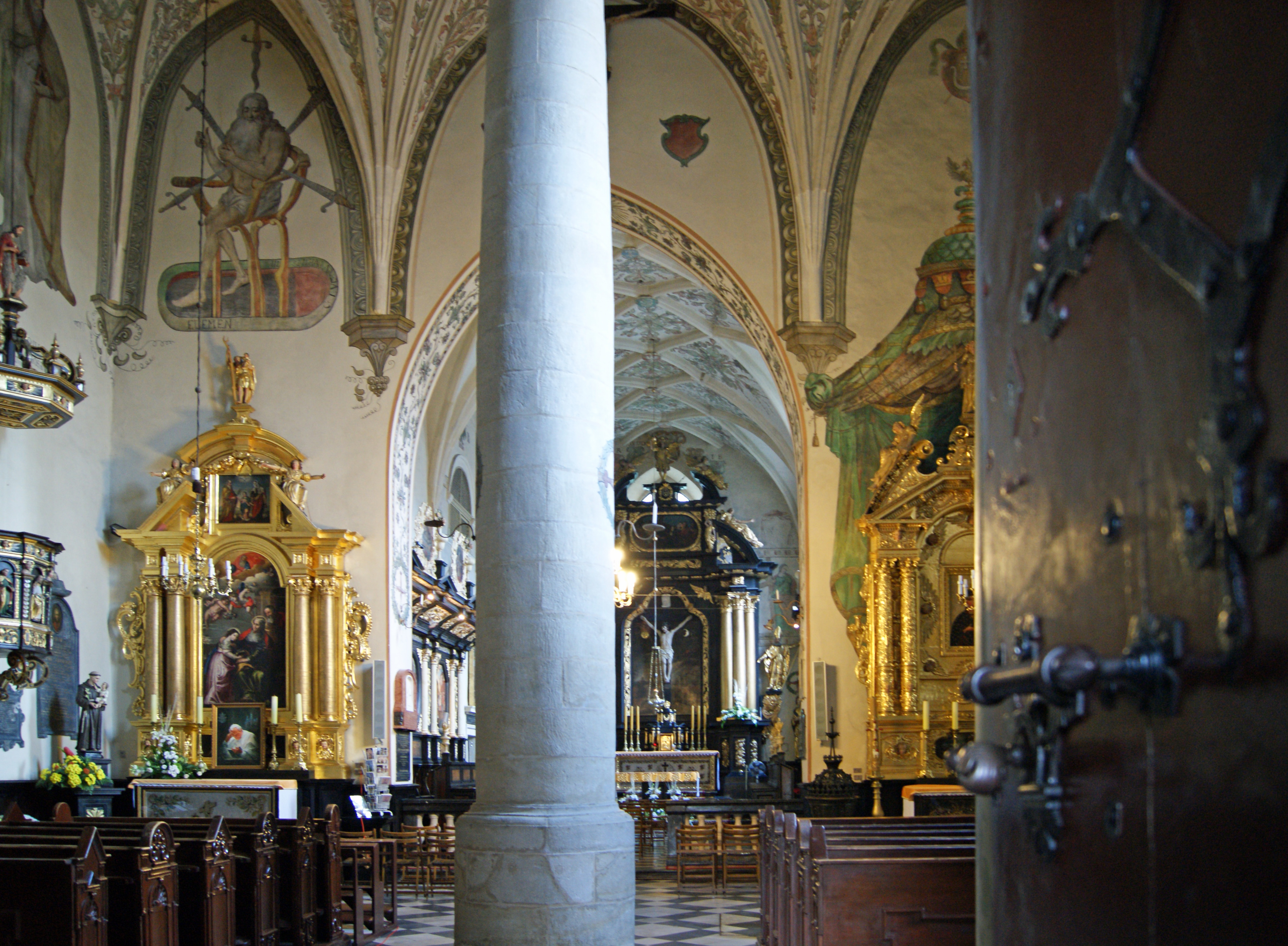
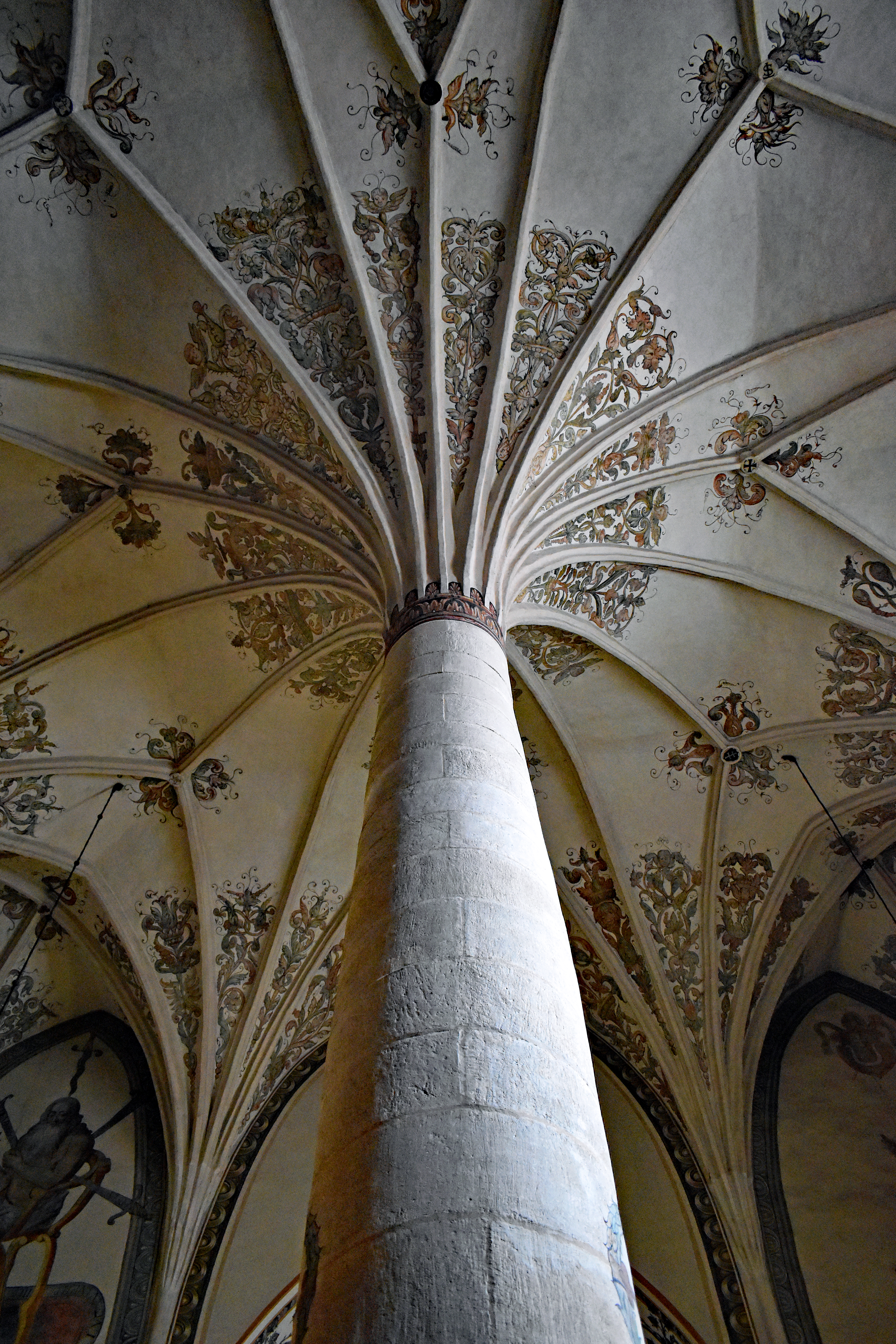
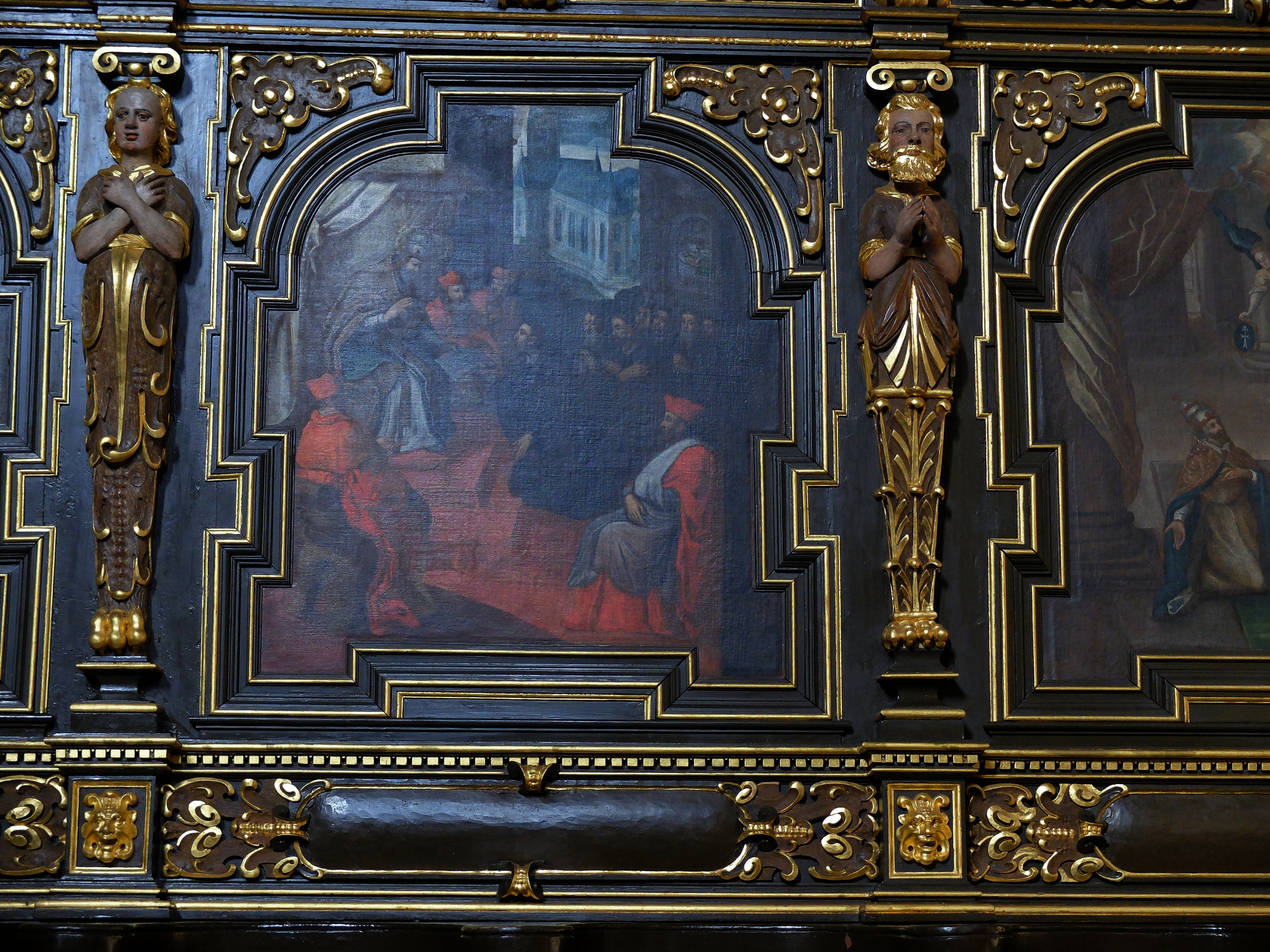